# Haftung der Vertreter
Haftung des Vertreters bedeutet im deutschen Steuerrecht die steuerliche Haftung des gesetzlichen Vertreters, Vermögensverwalters oder Verfügungsberechtigten. Sie ist geregelt in § 69 AO.

## Allgemeines
Die gesetzlichen Vertreter juristischer und natürlicher Personen haften für Steuerschulden der von ihnen vertretenen Personen, wenn sie ihre steuerlichen Pflichten schuldhaft verletzen (§ 69 Abgabenordnung (AO)). Wenn die Tatbestandsmerkmale einer Haftungsnorm erfüllt sind, tritt neben die Steuerschuld der Gesellschaft der akzessorische, selbständige Haftungsanspruch gegen den Vertreter. Er richtet sich stets gegen eine Person, die nicht Steuerschuldner ist. Der Haftungsanspruch ist in seinem Bestand vom Steueranspruch abhängig, also akzessorisch. Haftungsschuldner und Steuerschuldner sind Gesamtschuldner (§ 44 Abs. 1 AO).

## Voraussetzungen
Der Tatbestand des § 69 AO weist fünf Merkmale auf:
1. Adressaten der Rechtsnorm sind die gesetzlichen Vertreter natürlicher und juristischer Personen (§§ 34 f. AO). Das ist ein Verweis ins Zivilrecht.
2. Die Handlung, die die Haftung auslöst, wird als Verletzung steuerlichen Pflichten beschrieben. Damit ist ein universeller Bezug zur gesamten steuerrechtlichen Materie hergestellt.
3. Ein Schaden muss eingetreten sein, der darin bestehen kann, dass Ansprüche aus dem Steuerschuldverhältnis nicht oder nicht rechtzeitig festgesetzt oder erfüllt werden, oder dass Steuervergütungen oder -erstattungen ohne rechtlichen Grund gezahlt werden.
4. Zwischen Handlung und Schaden muss ein kausaler Zusammenhang bestehen.
5. Die Norm erfordert grobe Fahrlässigkeit oder Vorsatz als Verschuldensform.

### Gesetzliche Vertreter und Vermögensverwalter
Gem. §§ 34, 35 AO haften die gesetzlichen Vertreter, die Vermögensverwalter und die Verfügungsberechtigten des Steuerpflichtigen. Im Gesetz und in der Praxis steht der Geschäftsführer als gesetzlicher Vertreter der GmbH an erster Stelle. Er wird potentiell Haftungsschuldner allein durch seine nominelle Bestellung zum Organ der Gesellschaft. Unerheblich ist, ob er im Handelsregister eingetragen ist. Es ist auch nicht erforderlich, dass er das Amt ausübt oder ausüben kann (z. B. Strohmann-Geschäftsführer). Der Geschäftsführer kann Haftungsschulden nur im Haftungszeitraum begründen, also nicht mehr, wenn er aus dem Amt scheidet.

#### Director der englischen Limited und der Unternehmergesellschaft
Wenn die Limited ihre Steuerschulden nicht zahlt, so haftet der Director als ihr gesetzlicher Vertreter. Das ist relevant wegen des fehlenden Kapitals der Limited. Heute wird das auch bei der UG relevant.
Der Rechtsbegriff des Vermögensverwalters hat zwei Tatbestandsmerkmale: Vermögensverwalter ist, wer nach außen handelt und auch nach außen handeln kann – nicht unbedingt darf.
Es ist nicht erforderlich, dass der Verfügungsberechtigte den Finanzbehörden gegenüber auftritt. Wer die Geschäftspolitik bestimmt oder die Geschäfte nur intern führt, wird dadurch allein nicht Vermögensverwalter. Typischerweise fällt unter den Begriff, wer Verträge abschließt, Personal einstellt, Rechtsstreitigkeiten führt etc. Zum Beispiel sind Prokuristen regelmäßig Verfügungsberechtigte, soweit sie nach außen auftreten. Auf interne Beschränkungen der Befugnisse kommt es nicht an.

### Pflichtverletzung
Die Pflichtverletzung ist neben dem Verschulden der zentrale Topos der Steuerhaftung.
Es ist zum Verständnis der Haftungsproblematik erforderlich, sich vorab klarzumachen, dass die Pflichtverletzung, auf die § 69 AO abstellt, die Verletzung eigener öffentlich-rechtlicher Pflichten des Geschäftsführers selbst darstellt.
Der Geschäftsführer hat zum einen seine Pflichten als Arbeitnehmer und Organ der GmbH gegenüber; diese sind zivilrechtlicher Natur. Ihre Verletzung hat keine (steuer-)haftungsrechtlichen Folgen. Auf der anderen Seite hat er dem Steuergläubiger gegenüber Pflichten aus öffentlichem Recht.
Die Pflichten des Geschäftsführers beginnen mit seinem Amtsantritt und enden mit dem Ausscheiden aus dem Amt oder ein Verfügungsverbot nach Insolvenzeröffnung.

### Der Inhalt der steuerlichen Pflichten
Der Inhalt der Pflichten des Geschäftsführers ergibt sich aus den Steuergesetzen, insbesondere aus § 34 Abs. 1 S. 1 AO. Der gesetzliche Vertreter einer juristischen Person hat deren steuerliche Pflichten zu erfüllen. Damit sind die Pflichten allumfassend, denn die Norm macht keine Einschränkungen. Die Verletzung einer jeden steuerlichen Pflicht kann daher die Haftung auslösen, sofern sie nur für einen Schaden des Steuergläubigers kausal geworden ist.
Bei der Pflichterfüllung muss der gesetzliche Vertreter die Sorgfalt eines ordentlichen Geschäftsmannes walten lassen (§ 43 Abs. 1 GmbHG), wenn er sich keiner Pflichtverletzung schuldig machen will.
Haftungsrechtlich ist vor allem die Pflicht relevant, für die Steuerzahlung aus den verwalteten Mitteln zu sorgen (§ 34 Abs. 1 AO). Das bedeutet aber nicht, dass steuerliche Pflichten allein zu den steuerlichen Fälligkeitszeitpunkten vorhanden wären. Die Pflichten sind dem weit vorgelagert. Zunächst gehört es zur Sorgfalt des ordentlichen Geschäftsmannes sich, soweit notwendig, die erforderlichen Kenntnisse anzueignen. Er muss Steuern erklären und anmelden. Er hat die Buchführungspflichten zu erfüllen. Er hat mit steuerlichen Aufgaben beauftragte Personen sorgfältig auszuwählen und zu überwachen. Er muss die Mittel der Gesellschaft so verwalten, dass zum Zeitpunkt der Fälligkeit die Tilgung gewährleistet ist. Er darf Gläubiger nicht vorweg befriedigen mit der Folge, dass der Fiskus leer ausgeht. Insbesondere haftet er, wenn er die Gesellschaft ausplündert und dann vor Fälligkeit der Steuern aus dem Amt scheidet. Er muss natürlich auch Steuerschulden, die er bei Amtsantritt vorfindet, begleichen. Er darf sich nicht grob fahrlässig außerstande setzen, in Zukunft fällige Steuern zu begleichen. Verträge sind derart zu gestalten, dass keine Steuern entstehen, die nicht bezahlt werden können.

### Grundsatz der anteiligen Haftung
Die Pflichten des Geschäftsführers finden regelmäßig eine faktische Grenze in den verfügbaren Mitteln der GmbH. Denn er hat die Steuerschulden aus den Mitteln zu begleichen, die er verwaltet (§ 69 Abs. 1 AO). Der Steuergläubiger kann nicht fordern, besser gestellt zu werden als andere Gläubiger. Daraus folgt der Grundsatz der anteiligen Befriedigung: Wenn der Geschäftsführer auf die Steuerschulden jenen Anteil der freien Mittel verwendet, die dem Anteil der Steuerforderungen an der Gesamtverschuldung der Gesellschaft (Haftungsquote) entspricht, hat er seinen Pflichten entsprochen.

### Ausnahmsweise volle Haftung
Es greift eine volle Haftung ein, wenn es bei pflichtgemäßem Verhalten zur vollständigen Tilgung der Steuerschulden gekommen wäre. Dann greift nicht nur die quotale Haftung, sondern die Haftung in Höhe der gesamten Steuerschuld ein. Sie kann durch die Vereitelung von Vollstreckungsmöglichkeiten entstehen, wenn das FA z. B. bei richtig erklärten oder rechtzeitig abgegebenen Voranmeldungen erfolgreich hätte aufrechnen oder vollstrecken können.
Uneingeschränkt greift die volle Haftung bei der Lohnsteuer ein. Die abzuführende Lohnsteuer ist Teil des Arbeitslohns und wird vom Arbeitnehmer geschuldet. Daraus folgt laut BFH, dass es sich um fremde Gelder handelt, die der Arbeitgeber nur treuhänderisch einzieht. Er darf sie nicht für die Gesellschaft verbrauchen. Fehlen der Gesellschaft die Mittel für die Lohnsteuer, so muss er die Löhne entsprechend kürzen. Eine Pflichtverletzung liegt daher praktisch immer vor, wenn Lohnsteuer nicht abgeführt wurde. Es sollen auch keine übererfüllten Quoten aus anderen Steuerarten auf die Lohnsteuer angerechnet werden können.

### Haftungsschaden
Der Haftungsschaden kann gem. § 69 AO darin bestehen, dass Ansprüche aus dem Steuerschuldverhältnis nicht oder nicht rechtzeitig festgesetzt oder erfüllt werden, oder dass Steuervergütungen oder -erstattungen ohne rechtlichen Grund gezahlt werden.
Der Schaden kann also nicht größer sein als die Steuerschuld. Haftungsanspruch und Steueranspruch sind akzessorisch. Die Steuer muss nur entstanden, nicht auch durch Steuerbescheid festgesetzt sein. Ist der Steueranspruch als Hauptanspruch festsetzungsverjährt, kann auch kein Haftungsbescheid mehr erlassen werden (§ 191 Abs. 5 AO). Der Haftungsanspruch unterliegt gem. § 191 Abs. 3 AO einer eigenen Festsetzungsverjährung. Die Zahlungsverjährung der Haftungsschuld folgt den allgemeinen Regeln der §§ 228 ff. AO. Der Geschäftsführer kann sich im Haftungsverfahren nicht auf die vermeintlich zu hohe Steuerschuld berufen, wenn sie bestandskräftig durch Steuerbescheid festgesetzt worden ist und er rechtlich im eigenen Namen dagegen mit Einspruch hätte vorgehen können, vgl. § 166 AO.

## Verschulden

### Verschuldensmaßstab
§ 69 AO fordert Vorsatz oder zumindest grobes Verschulden. Vorsatz ist gegeben, wenn der Geschäftsführer von seinen steuerlichen Pflichten weiß und sie bewusst verletzt. „Maßstab der Pflichten eines Geschäftsführers ist die Sorgfalt eines ordentlichen Geschäftsmannes, unabhängig von der Person des jeweiligen Geschäftsführers. Lediglich in der Zurechnung eines Verschuldens bei Verletzung dieser Pflichten können subjektive Gesichtspunkte von Bedeutung sein.“
Der Geschäftsführer ist also in folgender Situation: Er hat die Pflicht sich die für die Geschäftsführung notwendigen Kenntnisse anzueignen. Unterlässt er dies – weshalb auch immer –, so handelt er grob fahrlässig. Das Verschulden kann auch darin liegen, dass es der Geschäftsführer unterließ, für eine ordnungsgemäße Organisation der Gesellschaft zu sorgen, so dass Dritte steuerliche Pflichten verletzen konnten. Das Verschulden kann auch darin liegen, keine Unterstützung durch einen Steuerberater eingeholt zu haben.
Im Einzelnen können folgende Gesichtspunkte eine Pflichtverletzung des Geschäftsführers nicht entschuldigen:
- Gesellschafter gängeln und entmündigen ihn[7]
- Er befriedigt andere Gläubiger, weil seine Bank mündlich Kredit zugesagt hat[8].
- Er benachteiligt das Finanzamt, um das Unternehmen zu retten[9].
- Eine Globalzession lässt ihm keine Freiräume für eigene Entscheidungen[10].
- Er ist als Geschäftsführer nur Strohmann  und kann weder die Geschäfte führen, noch hat er Zugriff auf die Geschäftsunterlagen oder Geschäftskonten[11].
- Er wird von anderen Geschäftsführern verdrängt[11].
- Die Bank wählt aus, welche Schuldverhältnisse zu erfüllen sind[12].
- Er wusste nicht um den Grundsatz der anteiligen Tilgung[13].
- Er war in der Einarbeitungszeit und hatte noch keinen Überblick über die Geschäfte[14]
- Dem Geschäftsführer bleibt stets eine Möglichkeit rechtmäßigen Alternativverhaltens: Er kann sein Amt niederlegen (BFH v. 17. September 1987 – VII R 101/84, BFH/NV 1988, 345).

### Mitverschulden der Finanzverwaltung
Ein Mitverschulden des Finanzamts durch fehlende Kontroll- und Vollstreckungsmaßnahmen wird nach der Rechtsprechung der Finanzgerichte kaum vorliegen können. Das Finanzamt habe Befugnisse, nicht Pflichten, jedenfalls nicht dem Steuerbürger gegenüber, so dass deren Nichtausübung keine Pflichtverletzung darstelle.